# 見聞諸家紋

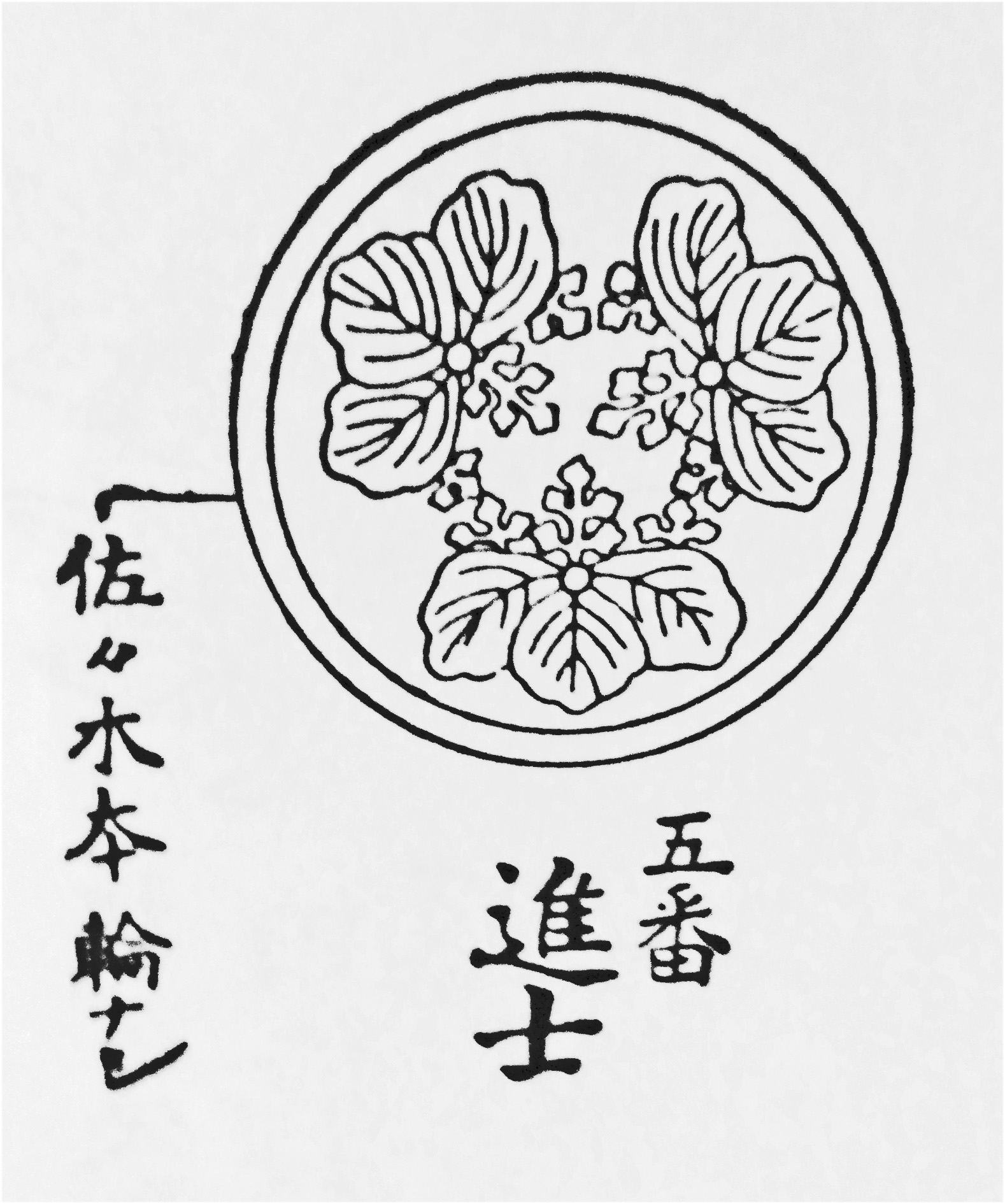
見聞諸家紋掲載の家紋の例
（進士氏・丸に頭合わせ三つ五三桐）

『見聞諸家紋』（けんもんしょかもん）は、日本の武家の家紋を集録した家紋集で、家紋を集録した書物としては日本最古のものである。『見𥹢諸家文』（「𥹢」は聞の異体字。米部に耳）とも書く。別名『東山殿御紋帳』ともいう。

## 概要
室町幕府8代将軍足利義政の頃、将軍家を初め守護大名から国人層に至るまで諸家の家紋260ほどを次第不同に集録した古書で、現代には計28冊の写本が伝わっている。そのなかには、新井白石によるものがあり、宮内庁諸陵部に所蔵されている。
『見聞諸家紋』の成立時期とその背景は、所載されている諸家の内、官職姓名の明記された人物の没年月日を詳細に調べると、応仁末年（1467年）から文明2年（1470年）までの間に成立したと推定される。さらに官姓名まで記載された武将及び被官人のほとんどが、応仁の乱において、将軍義政を奉じた東軍に属していることが論証される。『見聞諸家紋』は、東軍に加わるために各国から上洛してきた諸家の旗・陣幕などを見聞し、それに幕府の評定衆・奉公衆などを加えて掲載している。